# Autolux
Autolux – grupa muzyczna utworzona w 2000 roku w Los Angeles, tworząca w estetyce shoegaze. Od początku w skład zespołu wchodzą Eugene Goreshter (śpiew, gitara basowa), Greg Edwards (gitara, śpiew) i Carla Azar (perkusja, śpiew). W 2001 zespół wydał nakładem własnym EP Demonstration, w 2004 roku ukazał się debiutancki album Future Perfect. W sierpniu 2010 grupa wydała drugi album, Transit Transit. Styl grupy porównywany był do Can, Blonde Redhead, Sonic Youth i My Bloody Valentine.

## Historia

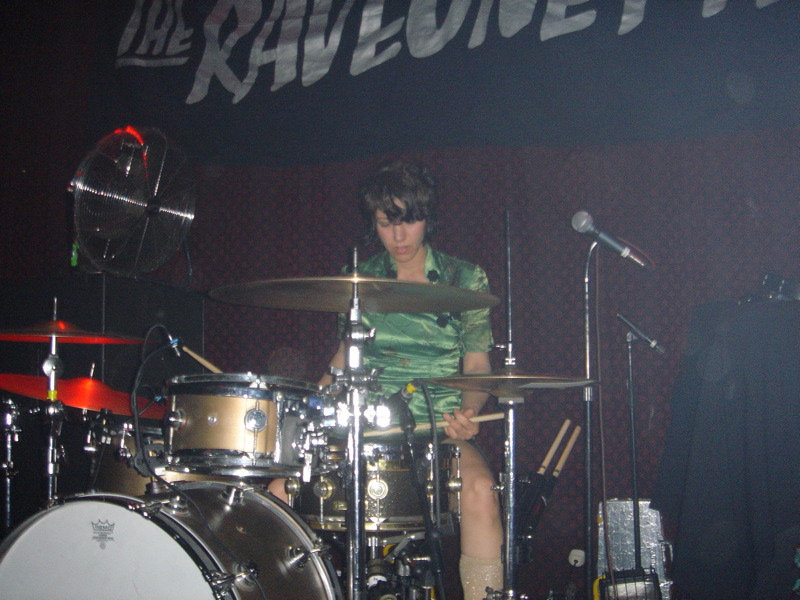
Carla Azar na koncercie Autolux w The Social, Orlando, 21 maja 2005

Autolux powstał w 2000 w Los Angeles. Goreshter i Azar spotkali się z okazji pracy nad muzyką do sztuki Dario Fo Przypadkowa śmierć anarchisty. Azar poznała Edwardsa gdy jej poprzednia grupa Ednaswap koncertowała z poprzednią grupą Edwardsa, Failure. W sierpniu 2000 Autolux zadebiutowali, grając dwa koncerty na Silverlake Lounge. Wiosną 2001 ukazała się wyprodukowana własnym sumptem EP Demonstration, zawierająca pięć utworów nagranych na ośmiośladowym magnetofonie.
Pod wrażeniem gry zespołu był T Bone Burnett, dzięki czemu Autolux podpisali kontrakt z małą wytwórnią DMZ, założoną przez Burnetta i braci Coen.
W maju 2002 podczas koncertu supportującego Elvisa Costello Azar spadła ze sceny i złamała rękę. Złamanie okazało się tak poważne, że z początku wydawało się, że perkusistka nigdy nie będzie już mogła grać, jednak dzięki eksperymentalnemu leczeniu udało się jej w pełni odzyskać sprawność ręki – Azar grała już po czterech miesiącach od wypadku.
W listopadzie 2002 grupa weszła do studia, by nagrać swój pierwszy album, Future Perfect. Nagrywanie utworów na nową płytę zakończono w styczniu 2003. Intencją Burnetta było uchwycenie na albumie koncertowego brzmienia grupy. Zespół kontynuował nagrywanie w miejscu prób/studiu Space 23; utwór „Asleep at the Trigger” został w całości nagrany w Space 23. Na początku 2003 roku album był wielokrotnie miksowany; za ostateczny miks odpowiadał Dave Sardy, były lider Barkmarket. Płyta została wydana 21 września 2004 i otrzymała w większości pozytywne recenzje.
Autolux rozpoczął promowanie Future Perfect w styczniu 2005, koncertując z The Secret Machines. Przez resztę roku 2005 Autolux koncertowali z Clinic, Broadcast, The White Stripes, Shellac i Beckiem.
W maju 2005 zespół zagrał na Coachella Valley Music and Arts Festival. Niedługo później zagrali na zaproszenie Portishead na festiwalu All Tomorrow's Parties w Anglii.
Autolux zostali następnie zaproszeni przez Trenta Reznora do supportowania Nine Inch Nails na trasie promującej album With Teeth, od września do października 2005. Po tournée z Nine Inch Nails, zespół zagrał przed koncertem  Queens of the Stone Age w Wiltern Theatre w Los Angeles.
Po rozwiązaniu wytwórni DMZ, która została wchłonięta przez Sony Music, Autolux podpisali kontrakt z Epic Records również podlegającą Sony.
W styczniu 2006 Autolux zagrali w talk show Jimmy Kimmel Live!. W lutym 2006 grupa napisała utwór „Tears for an Inhaler” na potrzeby wystawy „Sonic Scenery” w Natural History Museum of Los Angeles County. Swoje utwory na wystawę napisali też Matmos i Nels Cline.
30 kwietnia 2007 ukazał się w limitowanej edycji 12-calowy singel UNKLE Surrender Sounds Session #3 & #4 (Autolux/Black Mountain), zawierający remiks utworu „Turnstile Blues” z Future Perfect.
„Turnstile Blues” został też wykorzystany w sekwencji otwierającej film The Air I Breathe w reżyserii Jieho Lee z 2007 roku.
James Lavelle z UNKLE  w czerwcu 2006 zaprosił Autolux do współpracy nad nowym albumem. Muzycy nagrali ścieżkę gitary akustycznej i prosty beat perkusji, stanowiące podstawę nowego utworu, wydanego na płycie War Stories w lipcu 2007 jako „Persons & Machinery”. Goreshter zagrał też na gitarze basowej w kilku innych utworach na płycie.
W sierpniu 2007 roku zespół zagrał na Sunset Junction Street Festival w Silver Lake.
Pierwszy utwór promujący nowy album, „Audience No. 2”, został udostępniony na MySpace grupy 1 maja 2008 i wydany 21 maja 2008. Podczas koncertów w 2008 i 2009 roku zespół zaprezentował część nowych utworów. W marcu 2010 potwierdzono listę utworów nadchodzącego albumu; Transit Transit został wydany 3 sierpnia 2010 przez TBD Records w Stanach Zjednoczonych i ATP Recordings w innych krajach.
19 listopada 2015 zespół udostępnił nowy singiel „Soft Scene” i zapowiedział wydanie nowego albumu wyprodukowanego przez Bootsa na wiosnę 2016 roku. 19 stycznia 2016 ujawniono, że trzeci album grupy będzie zatytułowany Pussy′s Dead i zostanie wydany 1 kwietnia 2016 przez 30th Century Records.

## Dyskografia

### Albumy
- Future Perfect (2004)
- Transit Transit (2010)
- Pussy′s Dead (2016)

### EP
- Demonstration (2001)
- The Bouncing Wall/Census (2011)

### Single
- „Here Comes Everybody” (2004)
- „Audience No. 2” (2008)
- „Supertoys” (2010)
- „The Bouncing Wall”/„Census” (2010)
- „Soft Scene”/„Change My Head” (2015)

### Promo
- „Live at KEXP” (7’’, Red Ink, 2004)
- „Songs For Radio” (Red Ink, 2004)